# Leo Franco
Leonardo Neoren „Leo” Franco (ur. 20 maja 1977 w San Nicolás de los Arroyos) – argentyński trener i piłkarz występujący na pozycji bramkarza.
Ze względu na pochodzenie przodków posiada również obywatelstwo włoskie.

## Kariera klubowa
Leo Franco zawodową karierę rozpoczynał w 1995 w Independiente. Przez dwa sezony rozegrał dla niego dwa spotkania w argentyńskiej Primera División, po czym w 1997 został zawodnikiem hiszpańskiej Méridy. Pierwszym bramkarzem tego zespołu był jednak wówczas Kolumbijczyk Carlos Navarro Montoya, który wystąpił we wszystkich 38 ligowych pojedynkach. Latem 1998 Leo Franco trafił do Mallorki, jednak w sezonie 1998/1999 występował tylko w rezerwach tej drużyny.
Do kadry pierwszego zespołu Mallorki Argentyńczyk został włączony na kolejne rozgrywki, podczas których 29 sierpnia 1999 w przegranym 2:1 wyjazdowym meczu z Rayo Vallecano zadebiutował w hiszpańskiej Primera División. Mallorca w lidze zajęła dziesiąte miejsce oraz dotarła do ćwierćfinału Pucharu UEFA. W sezonie 2000/2001 „Barralets” w końcowej tabeli uplasowali się na trzeciej pozycji, co zapewniło im prawo startu w eliminacjach do Ligi Mistrzów. Mallorca wyeliminowała w nich Hajduk Split, natomiast w rundzie grupowej zajęła trzecie miejsce za Panathinaikosem oraz Arsenalem i rozpoczęła rywalizację w Pucharze UEFA. W trzeciej rundzie tych rozgrywek została jednak pokonana przez Slovan Liberec, a w dwumeczu tym Leo Franco wpuścił pięć goli. W sezonie 2002/2003 Mallorca po raz pierwszy w historii klubu wywalczyła Puchar Króla, a w spotkaniu finałowym pokonała Recreativo Huelva 3:0. Przez pięć lat gry dla pierwszego zespołu „Barralets” Leo Franco wystąpił w 151 pojedynkach Primera División.
Latem 2004 argentyński bramkarz podpisał kontrakt z Atlético Madryt i od razu wywalczył sobie w nim miejsce w podstawowej jedenastce. W barwach „Los Rojiblancos” zadebiutował 28 sierpnia w wygranym 2:0 ligowym spotkaniu z Málagą. W lidze Atlético uplasowało się na jedenastej pozycji oraz dotarło do półfinału Pucharu Króla. Przez pierwsze trzy sezony gry na Estadio Vicente Calderón Leo Franco miał zapewnione miejsce w wyjściowym składzie, jednak w trakcie sezonu 2007/2008 21 występów w lidze zaliczył dla Atlético wypożyczony z Milanu Christian Abbiati. Po zakończeniu rozgrywek do hiszpańskiego zespołu został natomiast sprowadzony Grégory Coupet, jednak w pierwszej części sezonu to Leo Franco był podstawowym bramkarzem Atlético.
Pod koniec czerwca 2009 Leo Franco przeszedł za darmo do tureckiego Galatasaray SK, gdzie miał zastąpić Morgana De Sanctisa. W lidze tureckiej zadebiutował 9 sierpnia w spotkaniu z Gaziantepsporem. W Turcji piłkarz spędził tylko jeden sezon, po czym w lipcu 2010 powrócił do Hiszpanii, a dokładniej do Realu Saragossa.

## Kariera reprezentacyjna
Razem z młodzieżową reprezentacją Argentyny Leo Franco wywalczył w 1997 młodzieżowe Mistrzostwo Świata. Na turnieju tym był pierwszym bramkarzem swojego zespołu i nie wystąpił tylko w spotkaniu 1/8 finału przeciwko Anglii, kiedy to między słupkami stanął Cristián Muñoz.
W dorosłej kadrze Franco zadebiutował 18 sierpnia 2004 w wygranym 2:1 towarzyskim meczu z Japonią. Następnie wziął udział w Pucharze Konfederacji 2005 i razem z reprezentacją wywalczył na nim drugie miejsce. 6 maja 2006 José Pekerman powołał wychowanka Independiente do kadry na Mistrzostwa Świata 2006. Na mundialu tym „Albicelestes” w ćwierćfinale przegrali po rzutach karnych z Niemcami 4:2, a w 71 minucie tego meczu Leo Franco musiał zastąpić kontuzjowanego Roberto Abbondanzieriego. W 80. minucie został pokonany przez Miroslava Klose, a w serii rzutów karnych nie obronił ani jednej jedenastki. Łącznie dla zespołu narodowego Leo Franco rozegrał cztery mecze.